# بالیقشی
بالیقشی (قزاقی: Балықшы) یک منطقه مسکونی در قزاقستان است که در استان آتیرائو واقع شده‌است.